# Jacqueline Pauli
Jacqueline Pauli (* 1982) ist eine Schweizer Bauingenieurin und ordentliche Professorin für Tragwerksentwurf am Department Architektur der ETH Zürich. 

## Leben und Wirken
Jacqueline Pauli studierte Bauingenieurwesen an der Eidgenössischen Technischen Hochschule Lausanne (EPFL) sowie an der Eidgenössischen Technischen Hochschule Zürich (ETH Zürich) mit der Vertiefung in Konstruktion und Werkstoffe. Am Lehrstuhl von Mario Fontana promovierte sie 2012 zum Thema «Tragverhalten von Stahlstützen im Brandfall». Seit 2013 ist sie als Bauingenieurin bei ZPF Ingenieure tätig und gehört seit 2015 der Geschäftsleitung an. 
Seit August 2019 leitet Jacqueline Pauli das Programm CAS Stahl Digital an der Hochschule Luzern. Im gleichen Jahr wurde sie Dozentin für Baustoffe am Department Architektur der ETH Zürich. Darüber hinaus ist sie Mitglied der Technischen Kommission des Stahlbau Zentrum Schweiz (SZS), Präsidentin der Fachgruppe für Brückenbau und Hochbau des Berufsverbands SIA sowie Jurypräsidentin des Schweizer Betonpreis.
Im Dezember 2022 berief der ETH-Rat Jacqueline Pauli als ordentliche Professorin. In der Mitteilung hiess es: «Jacqueline Claudia Pauli befasst sich in ihrer Forschung mit der Suche nach möglichst effizienten und gleichzeitig alltagstauglichen Tragwerken und stützt sich dabei auf Ressourcenoptimierungsprozesse, vor allem anhand einiger standardisierter ökologischer Parameter, sowie auf zukunftsorientierte Produktionstechniken wie additive Herstellung und robotische (Vor-)Fabrikation. Mit der Berufung von Jacqueline Claudia Pauli leistet die ETH Zürich einen weiteren wesentlichen Beitrag zum erfolgreichen Wandel hin zu einer nachhaltigen Baukultur und ökologischen Architektur.»